# 엔틀레부흐역
엔틀레부흐역(독일어: Bahnhof Entlebuch)은 스위스 루체른주 엔틀레부흐 지자체에 있는 기차역이다. 스위스 연방 철도의 표준궤 베른-루체른선의 중간 정류장이다.

## 운행편
다음 서비스는 엔틀레부흐에서 정차한다.
- 레기오익스프레스 / 루체른 S-반 S6 : 랑나우와 루체른 사이를 30분 간격으로 운행하며, 다른 모든 열차는 랑나우에서 베른까지 계속 운행한다.